# ملبورن بومرز
ملبورن بومرز (بالإنجليزية: Melbourne Boomers)‏ هو فريق كرة سلة أسترالي للمحترفات تأسس في سنة 1969 يقع مقره في ملبورن.

## أبرز اللاعبات
من أبرز اللاعبات اللاتي لعبن معه:
- ميشيل تيمز
- سامانثا ثورنتون